# 정괴
정괴(精怪)란 한자문화권 전설에서 동식물이나 무생물이 오래도록 해와 달의 정기를 받거나(즉 오래 살거나) 특수한 환경에 처하게 되어 사람과 같은 지능을 가지고 사람처럼 행동하게 된 것을 말한다. 도교적 관념에서는 인간은 바로 영생에 도달할 수 있지만 비인간은 인간과 같은 꼴을 갖추어야 비로소 영생에 도전할 수 있다. 그래서 오래 산 비인간들이 취하게 되는 중간단계가 정괴다.
산소(산의 정괴), 구미호(여우 정괴), 리정(살쾡이 정괴), 달구(수달 정괴), 이무기(뱀 정괴), 저파룡(악어 정괴), 팽후(나무 정괴), 화정(꽃 정괴), 분양(땅속 정괴) 같은 것들이 정괴다. 